# Opistophthalmus scabrifrons
Espèce
Opistophthalmus scabrifrons est une espèce de scorpions de la famille des Scorpionidae.

## Distribution
Cette espèce vit au ǁKaras en Namibie et au Cap-Nord en Afrique du Sud. 

## Description
Le mâle holotype mesure 62 mm.

## Systématique et taxinomie
Cette espèce a été placée en synonymie avec Opistophthalmus opinatus par Lamoral en 1979. Elle est relevée de synonymie par Prendini en 2001.

## Publication originale
- Hewitt, 1918 : A survey of the scorpion fauna of South Africa. Transactions of the Royal Society of South Africa, vol. 6, p. 89–192 (texte intégral).